# Chróścina (powiat brzeski)
Chróścina (niem. Weißdorf) – wieś w Polsce położona w województwie opolskim, w powiecie brzeskim, w gminie Lewin Brzeski.
Od 1950 miejscowość należy administracyjnie do województwa opolskiego. Przedtem, w latach 1945–1950 należało do województwa wrocławskiego.

## Historia
Wieś wzmiankowana po raz pierwszy w łacińskim dokumencie z 1223 roku wydanym przez biskupa wrocławskiego Lorenza gdzie zanotowana została w zlatynizowanej, staropolskiej formie „Crostina”. W łacińskim dokumencie wydanym w 1332 roku we Wrocławiu zanotowana jako Croscicz.